# Windows Terminal
Windows Terminal är en terminalemulator av Microsoft till Windows 10. Programmet kan köra flera terminalapplikationer (bland annat Kommandotolken, Powershell, WSL, SSH, and Azure Cloud Shell Connector) i ett och samma fönster med hjälp av flikar.